# Stratégie de la tension

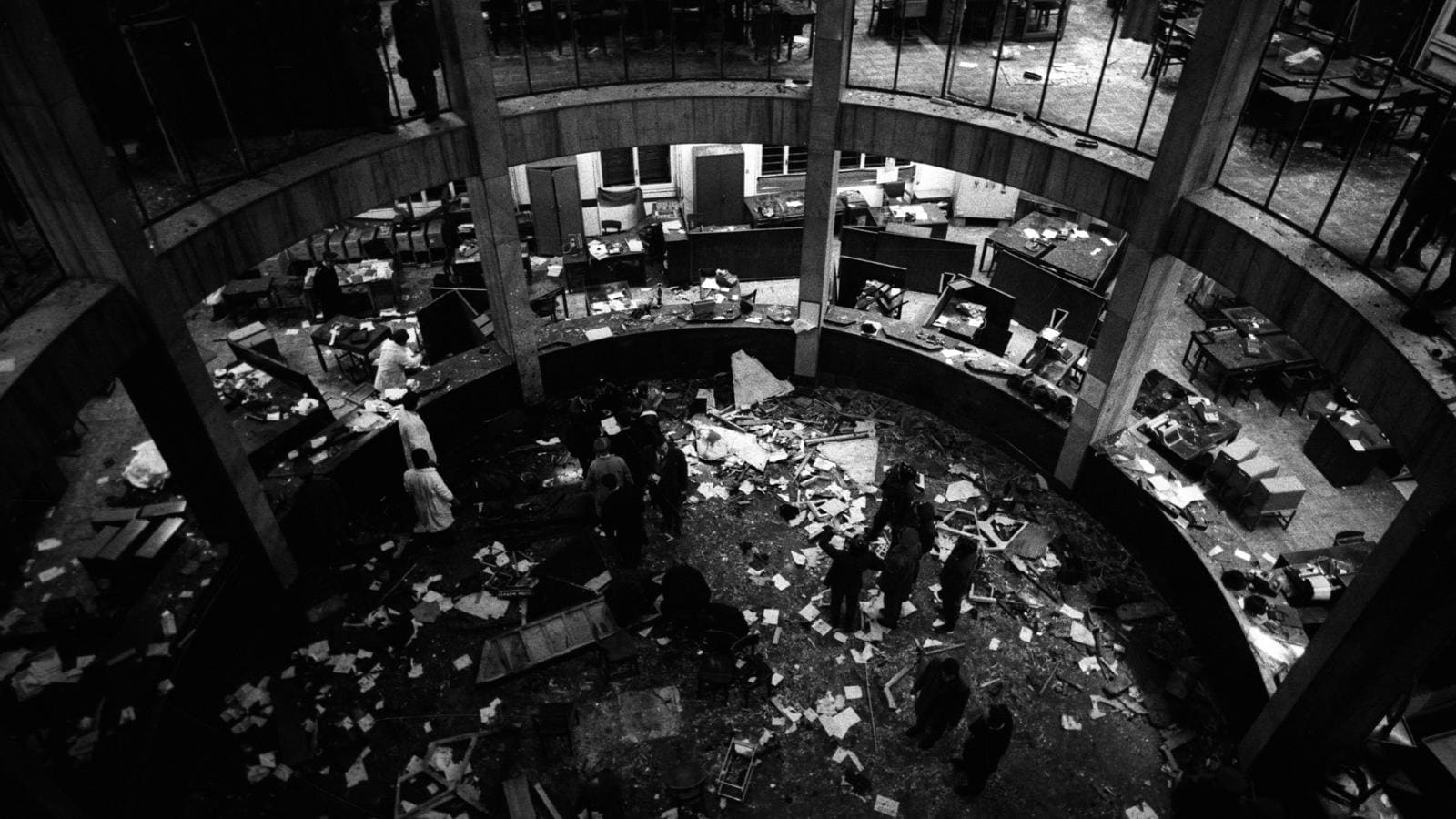
Bancs nationnaux Italiens le 12 décembre 1969, constituant un bon exemple de cette mise en oeuvre.

La « stratégie de la tension » (en italien « strategia della tensione ») est une expression couramment employée pour désigner une théorie expliquant les troubles politiques violents que l'Italie a connus au cours de la période dite des « années de plomb » (1964 à 1980).
Cette période a été marquée par des attentats dont certains, notamment l'attentat de la gare de Bologne en 1980, ont été l'œuvre de groupes néofascistes parmi lesquels Avanguardia Nazionale, les Noyaux armés révolutionnaires ou certaines personnes liées au Movimento Politico Ordine Nuovo.
Selon la thèse de la « stratégie de la tension », une partie des actes commis visaient à susciter délibérément un climat de violence politique, dans le but de favoriser l'émergence d'un État autoritaire,,. Pour l'universitaire Donatella Della Porta, il s'agissait de « la manipulation en sous-main par le gouvernement de groupes politiques radicaux afin de provoquer des débordements qui favoriseraient aux yeux de l'opinion publique des politiques autoritaires ». L'extrême gauche, avec l'action des Brigades rouges, a contribué à prolonger ce climat de violence politique. L'historien David John Whittaker souligne qu'il n'est pas nécessaire d'imaginer un « cerveau » derrière cette stratégie, ni un complot délibéré, mais qu'il est manifeste que le gouvernement démocrate chrétien n'a pas réagi vigoureusement contre le terrorisme, « profitant de l'occasion pour attaquer les communistes et les socialistes et renforcer son poids dans le système politique ».
La question de l'implication des services secrets italiens (notamment le Service des renseignements des forces armées), voire des États-Unis via le réseau Gladio sont débattues. En 1988, le sénat italien a mandaté une commission d'enquête parlementaire : « Commission parlementaire du Sénat italien chargée d'enquêter sur le terrorisme en Italie et les raisons expliquant que les individus responsables des tueries n'ont pu être identifiées : le terrorisme, les attentats et le contexte politico-historique ». L'historien Michael Parenti souligne que la CIA a refusé de collaborer aux travaux de la commission dont le rapport final a paru en 1995. Ce rapport, comme le précise l'historien Frédéric Attal, « constitue un document essentiel pour les historiens pour comprendre les deux formes de terrorisme et les complicités au sommet de l'État ».
Au sein de la classe politique italienne, cette notion de « stratégie de la tension » demeure controversée : aucun consensus quant à sa portée n'existe parmi les acteurs politiques. La responsabilité de groupes d'extrême droite dans les attentats commis à l'époque a été établie, mais les condamnations individuelles ont été rares, et la justice n'a pas confirmé les thèses sur les liens ayant pu exister entre l'État et les groupes terroristes, ou sur l'implication de services secrets étrangers,. Les associations de victimes réclament toujours que justice soit rendue et que la vérité soit faite sur les auteurs des attentats.

## Définition et usage
L'expression « stratégie de la tension », inventée par les Britanniques à la fin 1969[réf. nécessaire], consiste à définir les différents actes terroristes « noirs » et « rouges » comme visant à créer une atmosphère de déstabilisation de la démocratie italienne. Dans le premier cas, les groupuscules néofascistes tentent d'instaurer les conditions pour l'instauration d'un régime autoritaire. Dans le second cas, les groupes autonomistes et marxiste-léninistes tentent de créer un environnement prérévolutionnaire et aboutir à une société sans lutte des classes. Ces deux thèses sont, depuis le début des années de plomb, alimentées par des ingérences étrangères.

## Historique
L'attentat de la piazza Fontana en 1969 est généralement considéré comme le point de départ des « années de plomb » en Italie. Peu après l'attentat, la théorie selon laquelle celui-ci aurait été commis par des terroristes néo-fascistes visant à en faire endosser la responsabilité par l'extrême-gauche, est évoquée.
À l'époque, le mouvement autonome, les « gauchistes et anarchistes », ont été immédiatement pointés du doigt ; 400 personnes ont été arrêtées, ainsi que le cheminot anarchiste Giuseppe Pinelli, arrêté le soir même. Ce dernier tombe par une fenêtre du 4e étage du commissariat central de Milan, où il était détenu, le caractère accidentel de sa mort étant bientôt contesté.
La thèse de la stratégie de la tension ressurgit à l'occasion d'un attentat commis contre un commissariat de Milan le 17 mai 1973, attribué à Gianfranco Bertoli, un anarchiste se disant désireux de venger la mort de Giuseppe Pinelli. Des néofascistes et des membres des services secrets sont ensuite accusés, au cours de l'enquête, d'avoir fomenté l'attentat dans un même but stratégique. Bertoli lui-même est soupçonné d'avoir été en liaison avec les services secrets italiens.
Lors de l'arrestation de Licio Gelli, le grand-maître de Propaganda Due (P2), une loge maçonnique néofasciste fut mise au jour. Lors de perquisitions chez lui, on découvrit un « plan de renaissance démocratique » (it) qui détaille la marche à suivre pour installer un régime néofasciste en Italie. En outre, on découvre la liste des membres de P2, qui inclut tous les dirigeants des services secrets italiens (SISMI, etc.), ainsi que de nombreux juges, politiciens (dont Silvio Berlusconi), et journalistes.

## Débats
Selon Isabelle Sommier : « les attentats aveugles n’ont pas d’objectifs précis à court terme mais cherchent à déstabiliser un pouvoir ou un régime politique en minant le contrat qui lie les gouvernés aux gouvernants pris en défaut de protection et de sécurité, par exemple pour acclimater dans l’opinion publique l’idée de la légitimité d’un éventuel coup d’État qui viendrait mettre un terme au désordre (ainsi de la « stratégie de la tension » poursuivie au cours des années 1970 en Italie par des groupes d’extrême droite d’inspiration néofasciste). »
Pour l'universitaire Hilary Partridge, « dans les années 1970, une stratégie de la tension de droite était à l'œuvre via des plans concrets de prise de pouvoir et d'établissement d'un régime autoritaire ». Pour Zygmunt G. Barański et Rebecca J. West, « La « stratégie de la tension » rejouait la campagne de violence conduite par les squadristi de Mussolini ».
L'historien Martin Clark souligne combien la violence fasciste était à son apogée dans les années 1970 mais que finalement « la stratégie de la tension a échoué ».
En 1984, le terroriste néofasciste Vincenzo Vinciguerra a déclaré à la justice que l'attentat de la Piazza Fontana visait à pousser l'État italien à « déclarer l'état d'urgence » et à instaurer un régime autoritaire anti-communiste.
À la suite de la longue enquête sur l'attentat du commissariat de Milan en 1973, une décision de justice vient innocenter en 2003 les inculpés, faisant porter la responsabilité de l'attentat de 1973 au seul Bertoli et niant l'existence d'une « stratégie de la tension ».
L'utilisation éventuelle d'une stratégie de la tension par des réseaux stay-behind a été évoquée dans l'affaire des poseurs de bombe au Grand-duché de Luxembourg.

## Question de l'implication américaine
Dans le cadre de la Guerre froide, les États-Unis craignaient l'avènement d’un gouvernement de gauche incluant le Parti socialiste italien (PSI) ou le Parti communiste italien (PCI) dans un pays abritant d’importantes bases militaires américaines. Selon des chercheurs comme Daniele Ganser, le réseau Gladio, et la loge P2, auraient participé, à une stratégie de la tension pour influencer l’opinion en discréditant les partis d'opposition, et en particulier empêcher le compromis historique entre la Démocratie Chrétienne et le PCI.
La CIA, selon David Arbel et Ran Edelist, qui s'appuient en particulier sur un rapport du Sénat américain publié en 1976, a abondamment financé les services de renseignement italiens dans leur lutte contre le communisme.
Selon un document présenté en 2000 par des membres du parti des Démocrates de gauche participant à une commission parlementaire sur les attentats, les États-Unis auraient soutenu en Italie « une stratégie de la tension visant à empêcher le PCI et, dans une moindre mesure, le PSI, d'accéder au pouvoir exécutif »,. Ce document, publié en marge des travaux d'une commission parlementaire, a soulevé des polémiques politiques en Italie quant à la validité de ses affirmations et s'est vu critiqué à gauche comme à droite,,. Le président du Sénat italien Nicola Mancino a qualifié ce document, dépourvu du statut de rapport parlementaire, d'« exemple de suffisance intellectuelle » (« esempio di supponenza intellettuale »).

## Littérature
Alberto Garlini a évoqué l'itinéraire d'un étudiant d'extrême-droite de ces années-là, Stefano Guerra, dans son roman Le legge dell'odio (Turin, 2012, Einaudi), traduit Les noirs et les rouges (Paris, 2014, Gallimard, NRF).

## Audiovisuel
- Giuseppe Pinelli, mort d'un anarchiste italien, D'après une histoire vraie, Arte, 2021, voir en ligne.

#### Ouvrages
- Frédéric Attal, Histoire de l'Italie de 1943 à nos jours, Armand Colin, coll. « U », 2004.
- (en) Anna Cento Bull, Italian Neofascism : The Strategy of Tension and the Politics of Nonreconciliation, Berghahn Books, 2007.
- (it) Franco Ferraresi, Minacce alla democrazia. La destra radicale e la strategia della tensione in italia nel dopoguerra, Milan, Feltrinelli, 1995.
- (it) Rita Di Giovacchino, Giovanni Pellegrino, Il libro nero della Prima Repubblica, Fazi Editore, 2005.
- Frédéric Laurent, L'Orchestre noir, Paris, Stock, 1998.
- L'Italie aujourd'hui : situation et perspectives après le séisme des années 90, sous la direction de Graziano Manlio, Bruno Bongiovanni, L'Harmattan, 2005.
- Arthur Rowse, Gladio : la guerre secrète des États-Unis pour subvertir la démocratie italienne, Covert Action Quarterly, décembre 1994, traduit de l'américain
- (it) Renault 4. Scrittori a Roma prima della morte di Moro, a cura di Carlo Bordini e Andrea Di Consoli, Roma, Avagliano, 2007.
- (it) Marco Baliani, Corpo di stato. Il delitto Moro, Milano, Rizzoli, 2003. « Traduction disponible dans le fonds de la maison Antoine Vitez »(Archive.org • Wikiwix • Archive.is • Google • Que faire ?) (consulté le 14 septembre 2013).
- (it) Gabriele Fuga, Enrico Maltini, Pinelli : la finestra è ancora aperta, Colibri, Milan, 2016, 271 pages.

#### Articles
- Yves Cartuyvels, « Justice et intérêt : la lutte contre le terrorisme noir et le secret d'État en Italie » dans Droit et intérêt : Volume 3, Droit positif, droit comparé et histoire du droit, sous la direction de Philippe Gérard, François Ost, et Michel van de Kerchove, Publications des Fac. St Louis, 1990, pp. 115-140.
- (it) Nicola Tranfaglia, « Un capitolo del « doppio stato ». La stagione delle stragi e dei terrorismi, 1969-1984 », dans Storia dell'Italia repubblicana. III. L'Italia nella crisi mondiale. L'ultimo ventennio. 2. Istituzioni, politiche, culture, Turin, Einaudi, 1997, pp. 7-80.

### Vidéographie
- Chrisitian Mottier, Ni Dieu ni maître, Temps présent, Radio télévision suisse, 3 avril 1970, voir en ligne.